# بیلابئا
بیلابئا (به اسپانیایی: Vilaboa) یک شهرستان در اسپانیا است.